# Bitwa pod Karaklis
Bitwa pod Karaklis (orm. Ղարաքիլիսայի ճակատամարտ, tur. Karakilise Muharebesi lub Karakilise Muharebeleri) – starcie zbrojne stoczone podczas kampanii kaukaskiej I wojny światowej w okolicach miasta  Karakilis (obecnie Wanadzor), w dniach 25–28 maja 1918 roku.

## Tło
Po wycofaniu się Rosji z I wojny światowej Ormianie znaleźli się w bardzo trudnej sytuacji. Wszystkie rosyjskie podboje z XIX wieku, takie jak miasta Erzurum, Erzincan, Muş, Bitlis i Trabzon powróciły w ręce Turków, a w maju 1918 roku armia osmańska zdobyła Aleksandropol, gdzie natychmiast wymordowano ok. 6000 Ormian, co poczytywano jako kontynuację ludobójstwa z 1915 roku na ziemiach ormiańskich należących wcześniej do Imperium Rosyjskiego. W obliczu egzystencjalnego zagrożenia wojska ormiańskie przyjęły taktykę „ani kroku w tył”, wybierając raczej śmierć na polu walki niż oddanie Turkom reszty ziem zamieszkanych przez Ormian.

## Bitwa
Wiosną 1918 roku jedna z nacierających formacji tureckich ruszyła w kierunku Erywania, druga w kierunku Karakilis. Ta druga liczyła ok. 10 000 żołnierzy, 80 dział i 50 karabinów maszynowych. Ormianie opuszczali swoje domy, kierując się do Erywania i Sjunika. Garegin Nyżdeh ze swoimi oddziałami dotarł do Karakilis i zdołał zmotywować lokalną ludność do walki. Siły ormiańskie osiągnęły liczebność 6000 żołnierzy. W czterodniowej, zaciętej bitwie, która miała miejsce 25–28 maja, obie strony poniosły poważne straty. Chociaż armii osmańskiej udało się zająć Karakilis i wymordować 4000 mieszkańców, to nie miała już sił, by wkroczyć głębiej na terytoria ormiańskie.

## Następstwa
Pomimo zwycięstwa Turcy napotkali trudności, a ich wojska zostały wykrwawione przez zaciekły opór Ormian i spowolnione taktyką spalonej ziemi. Turcy meldowali w kwaterze głównej:

Nie mamy sił, by pokonać Ormian. Trzydniowa bitwa pod Karakilis pokazuje, że dopóki ich istnienie będzie zagrożone, będą woleli zginąć w walce. Nie możemy stoczyć bitwy z siłą, jaką może wystawić 1 200 000 Ormian. Jeśli Gruzini przyłączą się do działań wojennych, dalszy postęp będzie niemożliwy […] Krótko mówiąc, musimy dojść do porozumienia z Ormianami i Gruzinami